# Pierre Drieu la Rochelle
Pour les articles homonymes, voir Drieu et la Rochelle.
Pierre Drieu la Rochelle, né le 3 janvier 1893 dans le 10e arrondissement de Paris et mort par suicide le 15 mars 1945 dans le 17e arrondissement de Paris, est un écrivain français.
Ancien combattant de la Grande Guerre, il est romancier, essayiste et journaliste, dandy et séducteur, d'abord européiste avant la lettre, il se convertit au fascisme en 1934 et s'engage en faveur du nazisme et de la Collaboration durant la Seconde Guerre mondiale, participant aux relations entre le pouvoir allemand et les milieux de l'édition littéraire dont il fait partie à la NRF. 
Son œuvre littéraire a pour thèmes principaux la décadence d'une certaine bourgeoisie, l'expérience de la séduction et l'engagement dans le siècle, tout en alternant l'illusion lyrique avec une lucidité désespérée, portée aux comportements suicidaires. Le Feu follet (1931), La Comédie de Charleroi (1934) et surtout Gilles (1939) sont généralement considérés comme ses œuvres majeures. 
Il finit sa vie pendant les mois qui accompagnent la Libération de la France : il se cache un temps pour échapper aux poursuites judiciaires pour collaboration, et tente de se suicider sans succès, avant de réussir à se donner la mort à Paris en mars 1945. 

## Biographie

### Une jeunesse entre conservatisme et surréalisme

#### Jeunesse et formation

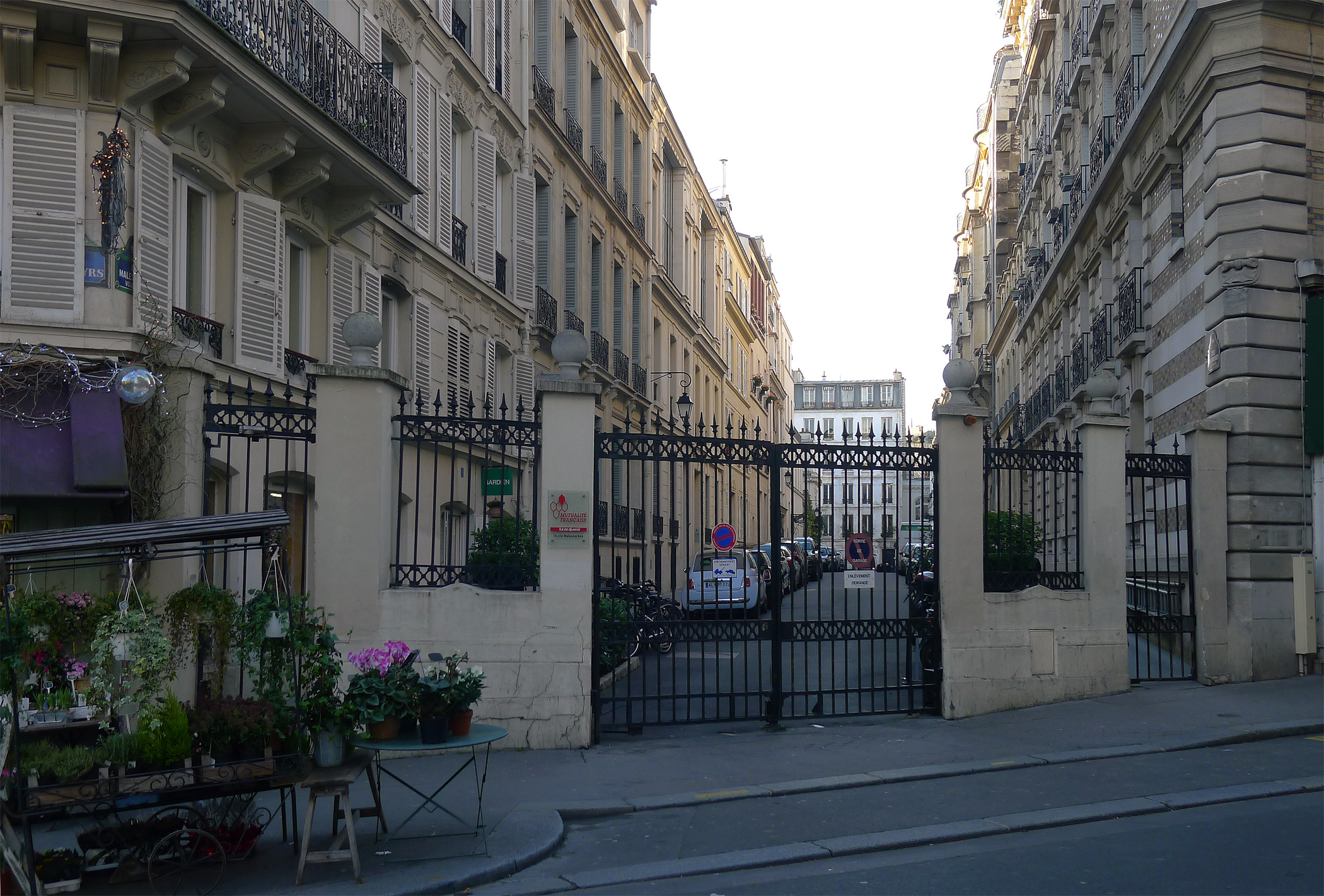
Cité Malesherbes où est installée la famille Drieu la Rochelle.

Pierre Eugène Drieu la Rochelle naît le 3 janvier 1893 dans le 10e arrondissement de Paris.
Son père, Emmanuel Drieu la Rochelle (1863-1934), avocat, est issu d'une vieille famille normande. Son grand-père Jacques Drieu la Rochelle fut pharmacien dans la rue Saint-Thomas à Barfleur de 1848 à 1862. Ils doivent leur nom à Pierre Drieu (1771-1845), menuisier, qui s'engagea en 1791 dans le deuxième bataillon de la Manche et quitta l'armée en 1814 avec le grade de lieutenant d'infanterie. Ayant reçu à l'armée le surnom de « La Rochelle », il transmit à ses enfants et à sa descendance le patronyme « Drieu la Rochelle ».
Sa mère, Eugénie-Marie Lefèvre (1871-1925), est la fille d'un architecte. Installée dans la cité Malesherbes, la famille est déchirée par les problèmes conjugaux et les questions financières. Le futur écrivain est aussi le neveu[Comment ?] de l'artiste et poète Maurice Dumont.
Le père est retourné chez sa vieille maîtresse après avoir dilapidé la dot de sa femme. Le grand-père maternel, Eugène Lefèvre (1839-1915) est alors le seul refuge affectif de l'enfant.
Nourri par la lecture de Stendhal et de Barrès, il a très tôt le goût de l'écriture. Il entre à l'École libre des sciences politiques pour se destiner à la diplomatie. Il achève ses études en 1910, au sein de la section administrative, sans être diplômé. Contre toute attente, il échoue à l'examen de sortie et songe à se suicider.[réf. nécessaire]
Enfant, il a beaucoup de mal à comprendre les dreyfusards et antidreyfusards. L'antisémitisme virulent de sa grand-mère Lefèvre, née Sophie Binet (1847-1913), cependant, le fait douter. Il a douze ans lorsque éclate le scandale des fiches du général André, le conservatisme de sa famille s'exprime alors très ouvertement.

#### Première Guerre mondiale
Il est mobilisé dès le début de la Première Guerre mondiale et vit son expérience au front sur le mode nietzschéen (il a emporté Ainsi parlait Zarathoustra). Blessé à trois reprises, il s'inspirera de cette expérience pour ses premiers textes : Interrogation, Fond de cantine et, en 1934, le recueil de nouvelles La Comédie de Charleroi.
Dans le contexte de son succès auprès des femmes, Drieu éprouve pourtant un mal-être associé à l'impuissance à trouver du plaisir. Il épouse, en octobre 1917, la sœur d'un condisciple d'origine juive, Colette Jéramec (1896-1970), dont il divorce en octobre 1921. Dans ses carnets d’étudiant, il écrivait : « Deux êtres que je passerai ma vie à découvrir : la femme et le Juif. »

#### Fréquentation des cercles surréalistes
D'abord attiré par le pacifisme, il se mêle aux surréalistes dans les années 1920 après que son épouse Colette lui a présenté Louis Aragon, au printemps 1917. Celui-ci n'est pas insensible à son charme, malgré des opinons politiques qui divergeront. Les deux hommes entretiennent une forte amitié puis se brouillent, en 1925, pour une femme. Drieu a inspiré à Aragon le personnage d'Aurélien, qui incarne le mal du siècle de la génération d'après-guerre (Aragon souhaite réfléchir, à travers ce personnage, à la trajectoire d'une partie de cette génération vers le fascisme). Son admiration pour Aragon tient Drieu à l'écart de toute tentation d'adhésion à l'Action française. Selon Dominique Desanti, ce n'est que beaucoup plus tard que Drieu sera tenté par les théories nationalistes. Il est, comme le dit Maurizio Serra dans Les Frères séparés : Drieu la Rochelle, Aragon, Malraux face à l'Histoire, un « égaré ».
L'épisode de son adhésion au mouvement Dada, en compagnie de Louis Aragon, est très mal connu du grand public. Il assiste aux réunions chaque fois que ses conquêtes féminines lui en laissent l'occasion. Lors du « procès de Maurice Barrès », le vendredi 13 mai 1921, il est présent dans la salle des Sociétés savantes louée par les Dadas, rue Serpente. Une sorte de procès de Barrès est organisé avec André Breton, déguisé en président du tribunal, tandis qu'Aragon joue l'avocat et Georges Ribemont-Dessaignes le procureur. Très vite, la pagaille éclate dans la salle où Tristan Tzara chante en roumain, le futuriste Giuseppe Ungaretti proteste en vain. Lorsque André Breton lui demande s'il est allé voir Barrès, Drieu répond que oui. Pourtant, il refuse la condamnation demandée par Breton. Après les premières réponses évasives de Drieu, un jeu de questions-réponses s'instaure entre Drieu et Breton. Celui qui régnait déjà sur les dadas surréalistes lui dédicacera son livre, Clair de terre, avec cette phrase : « À Pierre Drieu la Rochelle. Mais où est Pierre Drieu la Rochelle ? ». En juin 1921, Maurice Martin du Gard brosse un portrait de Drieu qui sait faire « une grâce de sa muflerie », « dont la tendresse sérieuse est gênante » et qui a une « allure de somnambule extralucide ». Martin du Gard est fasciné par ce garçon qu'il emmène dans les bars et les boîtes de nuit.
Drieu assiste aussi aux réunions du groupe Littérature, une revue à laquelle il collabore. Il est encore au théâtre de l'Œuvre lorsque Breton apparaît sur scène en homme-sandwich sur lequel est écrit le Manifeste DaDa et des vers de Picabia. Toutes ces pantalonnades à but littéraire laissent Drieu amer. Il écrit dans son journal que le statut d'écrivain qu'on lui prête est une imposture puisqu'il n'a publié aucun livre.

#### L'homme aux multiples relations

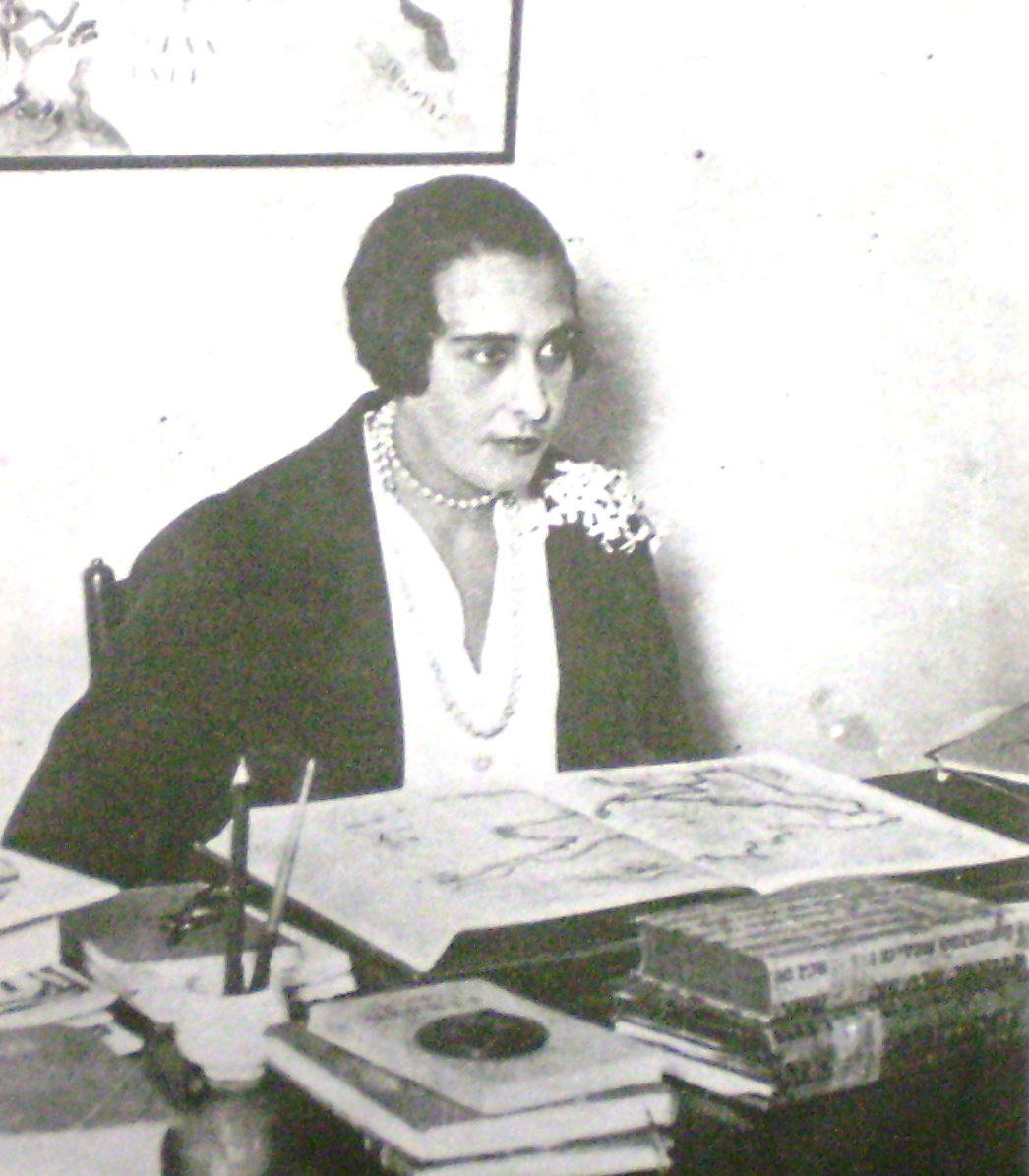
Victoria Ocampo, la fidèle amie, femme de lettres et mécène argentine.

Ses deux mariages se terminent en divorces. Le mariage d'intérêt, contracté en 1917 avec Colette Jéramec, prend fin en 1921 (il la fera libérer ainsi que ses deux fils du camp de Drancy en 1943). Sa seconde union, en 1927, avec la fille d'un banquier polonais ruiné, Olesia Sienkiewicz (1904-2002), se solde par une séparation dès 1929 et un second divorce en 1933.
Dès 1925, Drieu mène une vie mondaine soutenue : il fréquente les salons et les dîners de la NRF avec sa maîtresse, la comtesse Isabel Dato, multipliant les conquêtes féminines. En février 1929, il rencontre chez la comtesse la femme de lettres argentine, Victoria Ocampo, avec laquelle il a une courte liaison. Ils entretiendront par la suite une longue correspondance en dépit de leurs divergences idéologiques.
Au milieu des années 1930, il devient l'amant de Christiane Renault, l'épouse de l'industriel Louis Renault et évoquera cette liaison de manière romancée dans Béloukia. Mais cette soif de séduction cache un problème sexuel et psychologique dont on a peu parlé et sur lequel Pierre Assouline donne quelques pistes de réflexion à la lecture de Notes pour un roman sur la sexualité édité par Julien Hervier : « L’homme que l’on disait couvert de femmes était hanté par l'impuissance, le contact charnel, la souillure féminine, les dangers des débordements sensuels, les caresses, la fellation et une homosexualité difficilement refoulée. Agité de tourments du même ordre, Cesare Pavese se donna la mort lui aussi, mais non sans laisser, lui, un chef-d’œuvre intitulé Le Métier de vivre ». Parmi ses conquêtes se trouvent aussi Constance Wash, surnommée Connie (la Dora de Gilles), Marcelle Jeanniot, alors maîtresse de Léon-Paul Fargue, Suzanne de Vibraye, l'Italienne Cora Caetani, Emma Besnard (la Rosita du Journal d'un homme trompé), la décoratrice Élizabeth Eyre de Lanux, Suzanne Tézenas qui eut aussi une liaison avec Nicolas de Staël,. Il est attiré plus particulièrement par les femmes argentées et oisives et n'a jamais eu, de même que son ami Aragon avant sa rencontre avec Elsa Triolet en 1928, scrupule à se laisser entretenir.
Entre 1929 et 1931, toujours en compagnie d'une de ses maîtresses, Drieu continue d'assister aux dîners de la NRF, tantôt chez Paulhan, tantôt chez Arland, et y côtoie l'élite du monde littéraire, notamment André Malraux, Jean Guéhenno, François Mauriac, Georges Bernanos et bien d'autres. 

### La mutation idéologique: du républicanisme au fascisme

#### Rapprochement avec les idées nationalistes
Pour se connaître et se décrire, Drieu confie à Mauriac son projet d'un livre intitulé Histoire de mon corps. Le projet n'aboutit pas, mais l'aspect autobiographique se retrouve dans État civil, en 1921. Il se fait connaître, en 1922, par un essai remarqué sur l'affaiblissement de la France après la Grande Guerre, Mesure de la France. Sans se départir complètement d'un nationalisme classique, il y apparaît comme occidentaliste et philosémite : « Je te vois tirant et mourant derrière le tas de briques ; jeune Juif, comme tu donnes bien ton sang à notre patrie ».
En 1924, il est, avec notamment Montherlant et Soupault, pressenti pour le prix Goncourt pour le recueil de nouvelles Plainte contre inconnu.
En 1925, il publie son premier roman, L'Homme couvert de femmes, en grande partie autobiographique. Sur le plan politique, il esquisse l'année suivante, dans La Revue hebdomadaire, un programme pour une Jeune Droite qui se veut au-dessus des partis, républicaine et démocratique « car les hommes ne doivent pas compter sur un homme pour se tirer d'affaire, […] il faut que l'élite en France se sauve d'elle-même ». Elle se veut aussi anti-militariste, déiste et anticléricale, unie et ennemie de l'intolérance. Ce programme et le mot droite ne choquent pas son ami André Malraux.
Malraux et Drieu se retrouvent souvent chez leur ami commun, Daniel Halévy, auquel Drieu a consacré, en 1923, une critique élogieuse pour son livre sur Vauban. Malraux a déjà publié dans la NRF La Tentation de l'Occident qui semble répondre au Jeune européen et à l'ensemble des textes publiés sous le titre Genève ou Moscou que Drieu publie en 1927 dans les Cahiers verts (Grasset), dirigés depuis 1921 par Daniel Halévy. Malraux et Drieu ont une profonde communauté de vues, même si des divergences politiques restent sous-jacentes. Ce n'est qu'à partir de 1934 que pour Drieu l'esprit de Genève est perdu. Il croira alors que le socialisme européen ne peut arriver que par le fascisme. Cependant, il mettra un certain temps à abandonner l'idée de regrouper les Jeunes Gauches, organe qu'il a conçu avec Gaston Bergery et qui ne débouche sur rien de concret.
Malgré les avances de membres de l'Action française qui invitent Drieu à les rejoindre, le jeune écrivain reste en retrait, d'autant qu'Aragon le prévient : « Tu sais que je tiens les gens de l'Action française pour des crapules. ». Drieu est dans une position contradictoire, intenable, entre l'Action française, le socialisme de Léon Blum et le conservatisme moderniste de Joseph Caillaux.
En 1924, Drieu est encore très lié aux surréalistes. À Guéthary, où il a loué une maison, séjournent ensemble ou successivement : Philippe Soupault, Paul Éluard, Aragon, Jacques Rigaut, André Breton, Roger Vitrac, René Crevel, Robert Desnos, Max Ernst. Drieu les accueille volontiers bien qu'il ne partage pas leurs opinions.

#### Un républicanisme en effacement
Avant le tournant de 1934, il cultive encore des idées républicaines et progressistes. En 1931, il se moque vigoureusement des théories racistes. La même année, il expose une appréciation positive d'André Gide, « plus discrètement, plus profondément, plus raisonnablement français que nos francophiles de France », « un philosophe au sens socratique du mot, ou un honnête homme ». En juin 1933, Bernard Lecache le salue parmi les personnalités qui, aux côtés de la LICA, mènent le combat contre l’antisémitisme et le fascisme,. 
En 1933, ses amis, André Malraux surtout, tentent d'intéresser Pierre Drieu la Rochelle au combat contre Adolf Hitler qui vient de prendre le pouvoir. Drieu, déjà impressionné par les démonstrations de force hitlériennes, se désintéresse de la mobilisation antifasciste et glisse progressivement vers la fascination pour les formes autoritaires de pouvoir.
Après un voyage en Argentine, le 6 janvier 1934, où il est accueilli chaleureusement par Jorge Luis Borges, Drieu mesure l'importance de sa réputation littéraire, notamment celle du Feu follet. Tandis qu'en France la critique est mesurée, à Buenos Aires les articles abondent. Avec son ami Emmanuel Berl et Gaston Bergery, il a l'idée d'un parti qui unirait les Jeunes Gauches, plus toniques que les socialistes, moins inféodés que les communistes. Drieu mettra longtemps à abandonner tous ces groupes. 
Il participe à des rassemblements du Mouvement pour l'antifascisme, rassemblement dit Amsterdam-Pleyel, auquel assistent également des membres de l'Association des écrivains et artistes révolutionnaires dont Aragon et Malraux sont des membres assidus. Ceux du groupe de Drieu et de Bertrand de Jouvenel cherchent à construire une mythologie complexe et irréaliste (noblesse, chevalerie, amour courtois…). Il développera plus tard ces idées dans Notes pour comprendre le siècle - conversations avec Emmanuel Berl, Bertrand de Jouvenel, Gaston Bergery, Emmanuel d'Astier de La Vigerie (1941).

#### La mutation fasciste

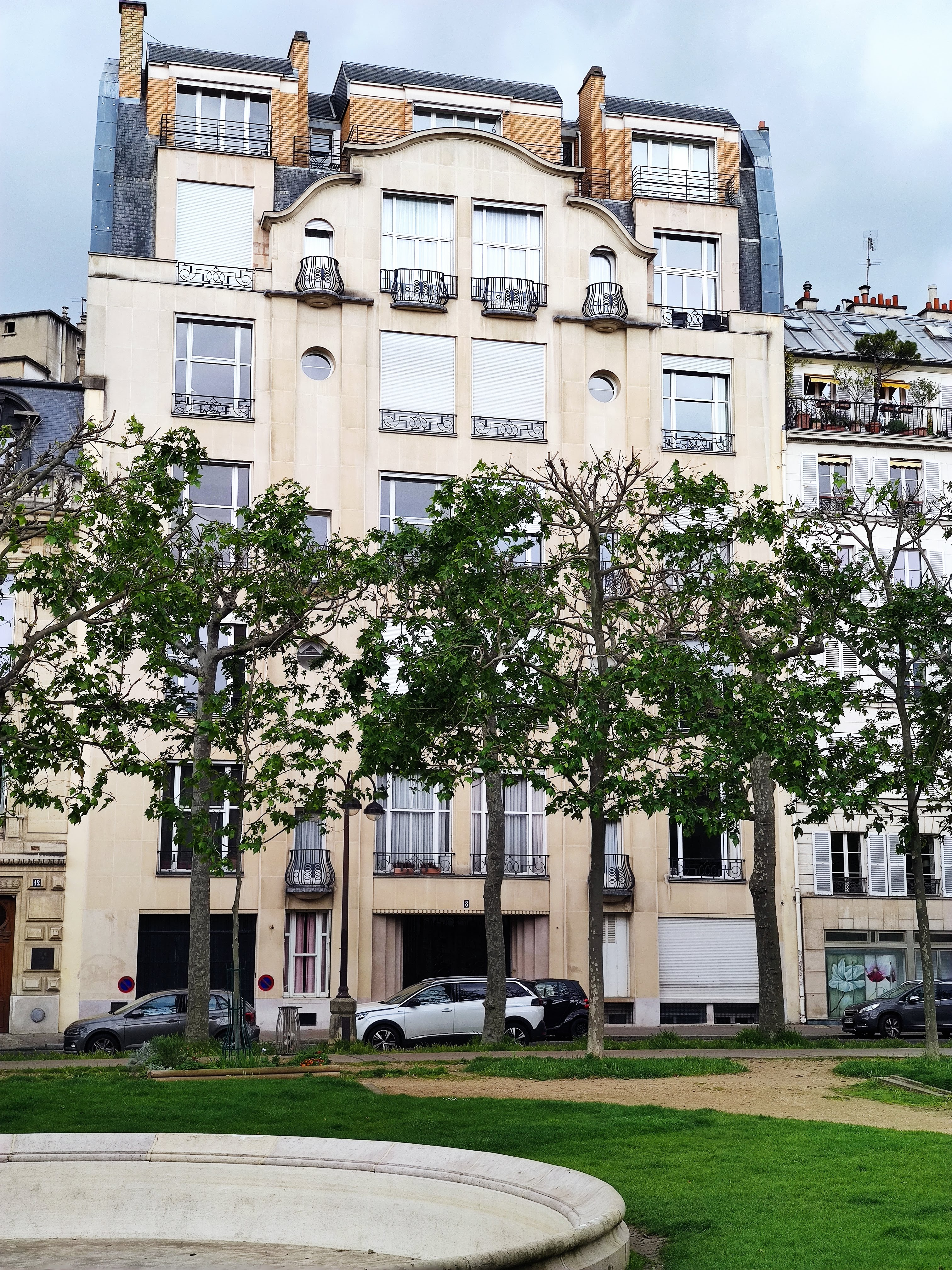
Immeuble du 8, avenue de Breteuil à Paris 7e arrondissement, où Drieu la Rochelle vécut de 1935 à 1944.

Une succession de scandales contribue à rendre l'atmosphère politique française étouffante : l'affaire Marthe Hanau, la banquière des années folles (1928), suivie de l'affaire Stavisky alimentent un climat de défiance vis à vis de la classe politique et du parlementarisme. Drieu se tourne alors vers les mouvements d'anciens combattants et se déclare à la fois « socialiste » et « fasciste », voyant dans ce syncrétisme idéologique (couramment appelé national-socialisme en Allemagne) une solution à ses propres contradictions et un remède à la décadence occidentale. Il est profondément marqué par les manifestations d'extrême-droite du 6 février 1934, auxquelles il participe, émerveillé et fasciné, et dans lesquelles il voit les prémices d'une révolution fasciste à encourager : il considère alors que le fascisme est devenu non seulement inévitable, mais que le fascisme est la solution principale aux problèmes du présent ; il écrit ainsi, un mois plus tard, dans La Grande Revue : « désormais, le fascisme est inévitable, à moins de se réfugier dans de vagues espoirs de lointaine Révolution ».  
Dans les semaines qui suivent les manifestations du 6 février, il va à Berlin sous domination nazie avec son ami Bertrand de Jouvenel, lequel est très engagé en faveur de l'amitié franco-allemande. Il souhaite une « renaissance nationale et sociale ». Drieu est invité par le cercle du Sohlberg et l'homme qui l'accueille, Otto Abetz, qui admire ses écrits, lui demande une conférence. À la suite de son voyage à Berlin, Drieu cherche à faire admettre le fascisme à ses amis de gauche, mais est violemment rejeté.
En octobre 1934, il publie l'essai « Socialisme fasciste » et déclare se placer dans la lignée des premiers socialistes français Saint-Simon, Proudhon et Charles Fourier. Ces textes s'échelonnent de 1933 à 1934 et le conduisent à adhérer en 1936 au Parti populaire français (PPF), parti d'extrême-droite fondé par Jacques Doriot, et à devenir, jusqu'à sa rupture avec le PPF au début de 1939, éditorialiste de la publication du mouvement, L'Émancipation nationale. Parallèlement, il écrit ses deux romans les plus importants : Rêveuse bourgeoisie et Gilles. Dans ce dernier, il revient notamment sur la journée du 6 février 1934 qui agit sur lui comme une épiphanie fasciste. Il est membre du comité de direction de l'Association du Foyer de l’Abbaye de Royaumont. Mais, au moment où les totalitarismes s'affermissent, Drieu imagine que peu à peu, l'État totalitaire se disloque. Il ne voit plus aucune différence entre mussolinisme, hitlérisme et stalinisme. Selon Dominique Desanti : « tout le Drieu de la défaite et de l'Occupation se trouve inclus dans Socialisme fasciste ».

Dès 1934, Drieu sait qu'il n'y a pas de salut pour ceux de son espèce : 

« Nous autres, les conciliateurs, les faiseurs de nœuds, il y a des balles pour nous aussi, et tant d'injures que c'en est une plénitude. »

Julien Benda, auteur de La Trahison des clercs, applaudit la noblesse d'âme de Drieu, contredisant ainsi les idées qu'il expose dans son livre.

### National-socialiste et collaborateur

#### Collaboration avec l'occupant nazi à la tête de laNRF
De 1925 à juin 1940, Jean Paulhan dirige La Nouvelle Revue française (NRF), principale revue littéraire d'Europe, où il signe un certain nombre d'articles sous le pseudonyme de Jean Guérin. Mais en 1940, les éditions Gallimard sont mises sous scellés, des livres mis à l'index. On y trouve trop de Juifs, trop de communistes, trop de francs-maçons selon les autorités allemandes. Otto Abetz, ambassadeur d'Allemagne ami de Pierre Drieu la Rochelle, propose à Jean Paulhan de continuer à diriger la revue. Paulhan refuse vu le nombre d'écrivains écartés. Cependant, il accepte de collaborer avec Drieu, qui sera directeur à sa place.

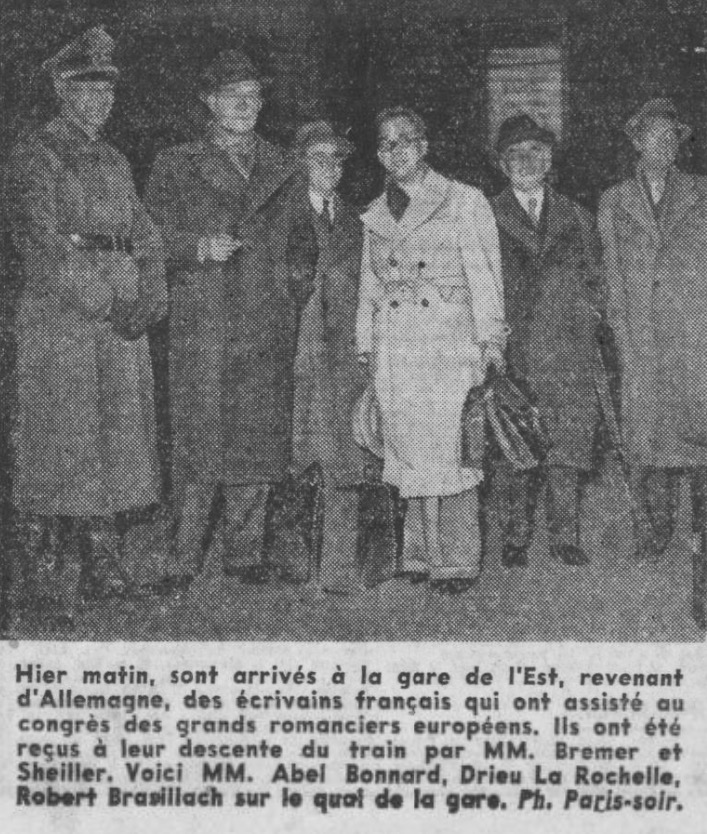
Retour d'Allemagne de la délégation d'écrivains dont fit partie Drieu la Rochelle, Paris-Soir, 3 novembre 1941.

Drieu voit dans la NRF un pis-aller : il prend la direction de la revue avec un contrat confortable et l'assurance de l'appui de Paulhan. Le dandy aux idées « nationales-socialistes » dresse la liste des écrivains prisonniers - dont Sartre fait partie - et obtient leur libération. Paulhan éprouve une vive sympathie pour Drieu qu'il décrit à Gaston Gallimard comme « un garçon plutôt timide, très droit, très franc ». « Il était déjà antisémite avant la guerre. Il n'y aura plus aucun juif dans la revue ».

En attendant, les deux hommes peinent à former un comité d'écrivains : Louis Aragon refuse de participer, Paul Claudel demande que soit d'abord évincé « ce putois de Montherlant »… Et, pour couronner le tout, Paulhan, dénoncé à la Gestapo, doit s'enfuir avec l'aide de Drieu. Toutefois, sa réflexion sur le « fascisme » de Drieu est assez nuancée. Il lui écrit : 

« J'en conclus que s'il se révélait, du jour au lendemain, une France, – jusqu'ici secrète par force – mais spartiate, mais « militaire », mais disciplinée, vous cesseriez aussitôt d'être collaborationniste. Puisque vous ne le restez que faute de cette France-là. Si cette France se prépare, à vrai dire, je n'en sais trop rien. Amicalement »

En octobre 1941, Drieu la Rochelle participe au voyage en Allemagne d'une délégation d'écrivains français répondant à l'invitation de Joseph Goebbels. Y participent également d'autres figures littéraires collaborationnistes : Robert Brasillach, Abel Bonnard, Ramon Fernandez, Marcel Jouhandeau, Jacques Chardonne, ralliés comme lui à la collaboration avec l'occupant nazi. Une photographie célèbre a fixé quelques-uns d'entre eux à leur retour à Paris.

#### Dernières années et suicide à la Libération
À partir de 1943, cette situation perdurant, la revue s'arrête et Drieu démissionne. Revenu de ses illusions qu'il expose dans L'Homme à cheval — une fable sur les rapports entre l'artiste et le pouvoir — puis dans Les Chiens de paille – où il se représente sous les traits d'un ancien anarchiste nommé Constant –, il tourne ses préoccupations vers l'histoire des religions, en particulier les spiritualités orientales. Il adhère pourtant de nouveau au PPF, parti d'extrême droite collaborationniste, tout en confiant à son journal secret son admiration pour le stalinisme qu'il compare au catholicisme. Dans ce même journal, il n'évoque pas certains aspects de sa vie privée comme le fait qu'il soit devenu, à la demande de Josette Clotis — compagne d'André Malraux — le parrain d'un de leurs deux enfants. [réf. nécessaire]
À la Libération, il refuse l'exil ou les cachettes que certains amis qu'il a gardés dans les cercles surréalistes, dont André Malraux, lui proposent. Il tente de se suicider le 11 août 1944 avec du luminal. Son ex-épouse Olesia (qui garda le nom de Drieu la Rochelle longtemps après leur divorce), alors ambulancière, prévenue par la femme de ménage retournée dans l'appartement chercher son sac, emmène Drieu à l'hôpital Necker où il subit des lavages d'estomac. Il en veut à celles qui lui ont sauvé la vie et s'ouvre les veines quatre jours après sa première tentative de suicide. Lorsque tout est arrangé pour qu'il parte en ambulance en Suisse où il avait passé quelques semaines en automne 1943, Drieu refuse. Colette Jéramec le cache alors chez des amis médecins tandis que la Libération de Paris fait rage. Mrs Murphy, que Drieu avait fait libérer d'un camp d'internement, l'invite ensuite à Orgeval où il s'installe. Là, sa dernière compagne qu'il nommait la sylphide lui apporte des cigarettes à vélo. Plus tard, elle a avoué : « Je ne pouvais plus l'aider à vivre. Il était décidé. Je ne pouvais que l'aider à mourir. ».
Drieu se remet à écrire pendant un temps, tandis que Colette le rassure. Malraux et Aragon (que Drieu avait protégé durant l'Occupation en demandant au lieutenant Heller, responsable de la censure française pour la Propagandastaffel, que rien ne soit entrepris contre lui) lui ont promis qu'il n'a rien à craindre. Il rédige notamment son Journal et les Mémoires de Dirk Raspe. Mais, après un bref moment de joie à Noël loin de Paris, la tentation de la mort le reprend. Au printemps suivant, il revient pour s'installer no 23, rue Saint-Ferdinand. Le 15 mars 1945, alors que des journaux annoncent un mandat d'amener contre lui, il dit à Gabrielle, sa cuisinière « Maintenant, je ne peux plus me sortir d'ici ». Le lendemain, 16 mars, lorsque Gabrielle revient, elle le trouve mort, assis sur une chaise près du lavabo de la cuisine : il avait ouvert le gaz et avalé trois tubes de gardénal. Il a aussi laissé un écriteau : « Gabrielle, laissez-moi dormir cette fois ».
Drieu a été l'ami de beaucoup d'intellectuels et d'écrivains, parmi lesquels Jacques Lacan, qu'il a hébergé, et André Malraux, lui-même fils et petit-fils de suicidé. Lacan disait : « Le suicide est une maladie mortelle et nul ne peut être sûr, s'il en est atteint, d'en guérir. Pas de remède miracle […]. Quant à Drieu, la psychanalyse demeurait pour lui un jeu dans l'attirail du romancier ».
Pierre Drieu la Rochelle est enterré dans l'ancien cimetière de Neuilly-sur-Seine (division 6).

## Œuvres

### Poésie
- Interrogation, 1917 (recueil de dix-sept poèmes) ; réédition à La Finestra éditrice, Lavis, 2015 [ (ISBN 978-8895925-65-3)].
- Fond de cantine, 1920 (recueil de vingt-cinq poèmes)

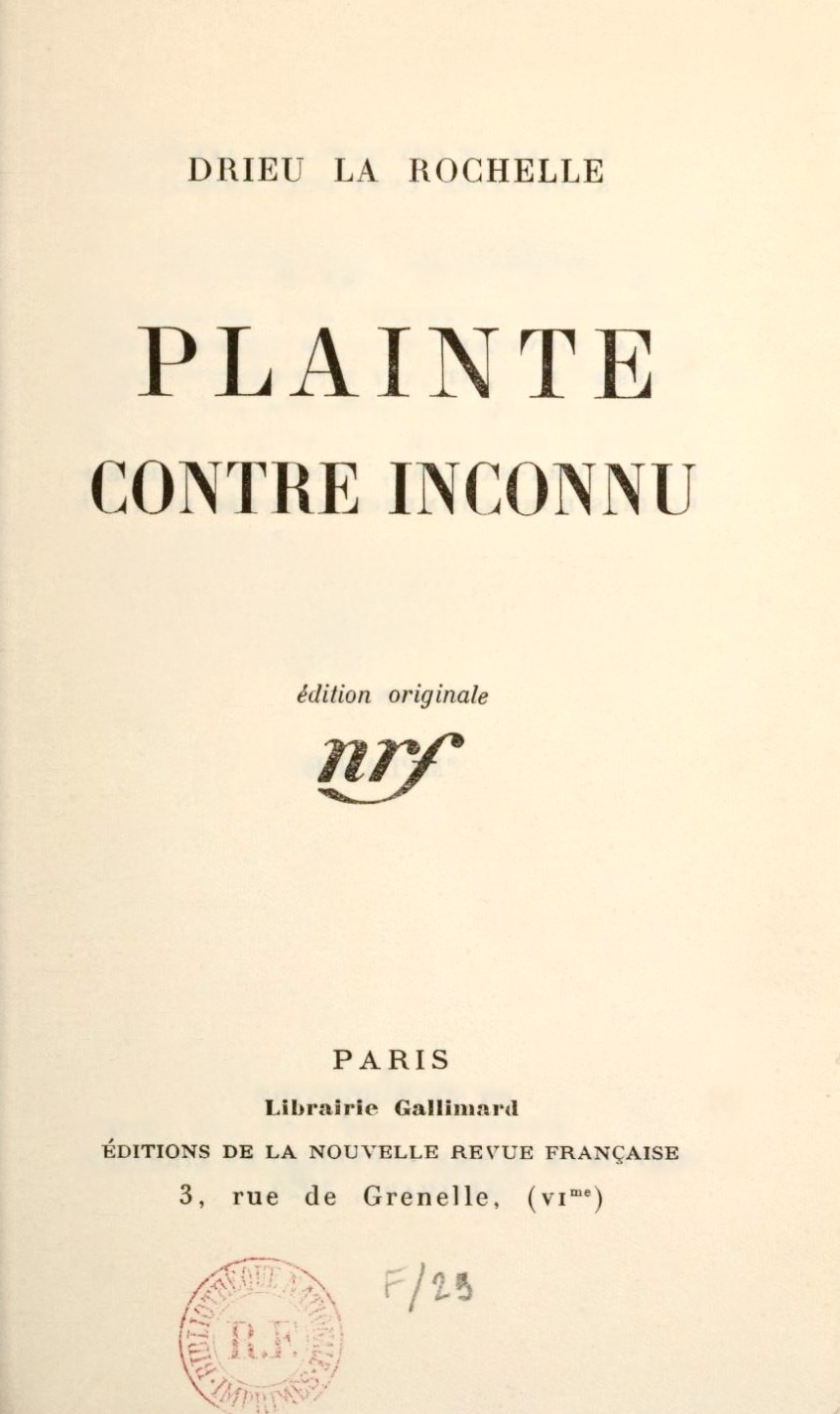
Drieu la Rochelle, Plainte contre inconnu, 1924.

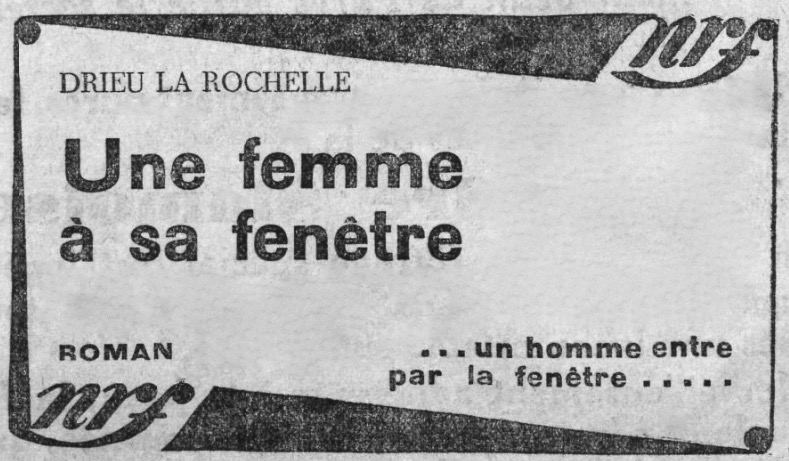
Paris-Soir, 12 mars 1930.

### Romans
- L'Homme couvert de femmes, Gallimard, 1925
- Blèche, 1928
- La Voix, Éditions Honoré Champion, coll. « Les Amis d'Édouard », 1928
- Une femme à sa fenêtre, Gallimard, 1929
- Le Feu follet, Gallimard, 1931 (réédité avec un court texte inédit retrouvé après sa mort : Adieu à Gonzague en 1964. Avec la nouvelle La Valise vide, ces deux textes font partie du « cycle Rigaut »)
- Drôle de voyage, Gallimard, 1933
- Béloukia, Gallimard, 1936
- Rêveuse bourgeoisie, Gallimard, 1937
- Gilles, Gallimard, 1939 (censuré, la version intégrale paraît en 1942).
- L'Homme à cheval, Gallimard, 1943
- Les Chiens de paille, Gallimard, 1944 (pilonné, reparaît en 1964)
- Mémoires de Dirk Raspe, Gallimard, 1944 (inachevé, publié en 1966), lire en ligne

### Nouvelles
- La Valise vide, 1921 (contenue dans Plainte contre inconnu), version de 1923 publiée dans la NRF éditée par les Éditions Fata Morgana en 2020
- État civil, 1921 (récit autobiographique)
- Plainte contre inconnu, 1924 (recueil de 4 nouvelles)
- Journal d'un homme trompé, 1934 (recueil de 12 nouvelles)
- La Comédie de Charleroi, 1934 (recueil de 6 nouvelles), couronné par le Prix de La Renaissance 1934[55]
- Le Faux Belge, 1939, publié dans l’hebdomadaire Gringoire en trois livraisons en août et septembre 1939 ; rééd. établie par Jean‐Baptiste Baronian et Frédéric Saenen, Paris, Éditions Pierre-Guillaume de Roux, 2019
- Histoires déplaisantes, 1963 (recueil de 5 nouvelles)

### Essais
- Mesure de la France, préface de Daniel Halevy, Paris, Grasset, coll. « Les Cahiers verts », 1922; réédition (préface de Franck Buleux) Grez-sur-Loing, Pardès, 2017 [ (ISBN 978-2-86714-505-6)]
- La Suite dans les idées, 1927
- Le Jeune Européen, Gallimard, 1927
- Genève ou Moscou, Gallimard, 1928
- L'Europe contre les patries, 1931 ; réédition Lavis, La Finestra éditrice, 2015 [ (ISBN 978-8895925-66-0)]
- Socialisme fasciste, 1934 ; réédition Nantes, Ars Magna, 2016
- Doriot ou la Vie d'un ouvrier français, Saint-Denis, éditions du PPF, 1936 ; réédition Nantes, Ars Magna, 2016
- Avec Doriot, 1937 ; réédition Nantes, Ars Magna, 2016
- Ne plus attendre, Paris, Grasset, 1941 ; réédition Nantes, Ars Magna, 2016
- Notes pour comprendre le siècle, Gallimard, 1941 ; réédition Nantes, Ars Magna, 2016
- Chroniques politiques (1934-1943), 1943 ; réédition Nantes, Ars Magna, 2016

### Théâtre
- Charlotte Corday. Le chef, 1944

### Publications posthumes
- Le Français d'Europe, Balzac, 1944 (essai envoyé au pilon et réimprimé en 1994)
- Récit secret, suivi de Journal : 1944-1945 et d'Exorde, 1951, lire en ligne
- Sur les écrivains, 1964 (essais critiques réunis, préfacés et annotés par Frédéric Grover)
- Journal (1939-1945), Paris, Gallimard, 1992 (texte fourni par son frère Jean, mort en 1986 ; édition établie, présentée et annotée par Julien Hervier)
- Correspondance avec André et Colette Jéramec, 1993

- Correspondance 1925-1944, Pierre Drieu la Rochelle & Jean Paulhan, Éditions Claire Paulhan, 2017,  (ISBN 978-2-912222-53-4)[56].

- Révolution nationale : articles parus dans « Révolution nationale », mai 1943-août 1944, Éditions de l'Homme libre, 2004 (fait suite aux articles recueillis dans Le Français d'Europe)
- Ne nous la faites pas à l'oseille, Éditions de L'Herne, 2007
- Notes pour un roman sur la sexualité, suivi de Parc Monceau et de Heures, Paris, Gallimard, 2008 (édition établie et présentée par Julien Hervier)
- Textes politiques : 1919-1945, Paris, Éditions Krisis, 2009,(présentation par Julien Hervier ; texte établi et annoté par Jean-Baptiste Bruneau)
- Lettres d'un amour défunt : correspondance 1929-1945, Paris, Bartillat, 2009 (correspondance avec Victoria Ocampo ; édition établie, présentée et annotée par Julien Hervier)[57]
- Romans, récits, nouvelles, Paris, Gallimard, 2012 (édité par Jean-François Louette, Hélène Baty-Delalande, Julien Hervier et Nathalie Piégay-Gros, coll. Bibliothèque de la Pléiade)
- Drôle de voyage, roman, Paris, édition le Castor astral, préface d'Olivier Philiponnat, 2016
- Le Jeune Européen et autres textes de jeunesse, 1917-1927, Paris, Bartillat, 2016
- Jouer Dantzig sur un match de football, Carnets intimes (1909-1942), Paris, Gallimard, 2021 (Édition établie et présentée par Julien Hervier, coll. Les cahiers de la Nrf)
- Drôle de voyage et autres romans, édition établie par Stéphane Guégan, Julien Hervier et Frédéric Saenen, Bouquins, 2023
- France, pays de la démesure et autres textes parus dans la presse belge de l'Occupation (1940-1944), éd. établie par Arina Astratova et Marc Laudelout, Grez-sur-Loing, Éditions Pardès, 148 p., 2023  (ISBN 978-2867145193)

## Postérité

### La Pléiade
Ses œuvres ont été éditées dans la bibliothèque de la Pléiade en avril 2012. Malgré sa réputation sulfureuse qui a suscité dans la presse des articles outrés (« Un collabo au Panthéon », titre un article de Marianne, tandis que d'autres sont plus nuancés), Philippe Sollers se demande s'il faut craindre une réhabilitation de Drieu la Rochelle avec cette édition : « Faut-il craindre, avec cette Pléiade, on ne sait quelle réhabilitation qui favoriserait le fascisme en France ? Des imbéciles automatiques ne manqueront pas de le dire, mais, à s’en tenir là, on est dans Pavlov, et on sait bien que le silence et la censure ne font qu’aggraver les fantasmes. »

### Adaptations cinématographiques
- 1963 : Le Feu follet, de Louis Malle
- 1976 : Une femme à sa fenêtre, de Pierre Granier-Deferre
- 1992 : La Voix, de Pierre Granier-Deferre
- 2011 : Oslo, 31 août (Oslo, 31. august), de Joachim Trier, d'après Le Feu follet